# Reykjavík Einherjar 2022
Questa voce raccoglie le informazioni riguardanti i Reykjavík Einherjar nella stagione 2022.

## Prima squadra

### Amichevoli
| Kópavogur 26 marzo 2022, ore 20:00 | Reykjavík Einherjar | 32 – 52 referto | Northumberland Vikings | Kórinn |